# Carros de Foc (travesía)

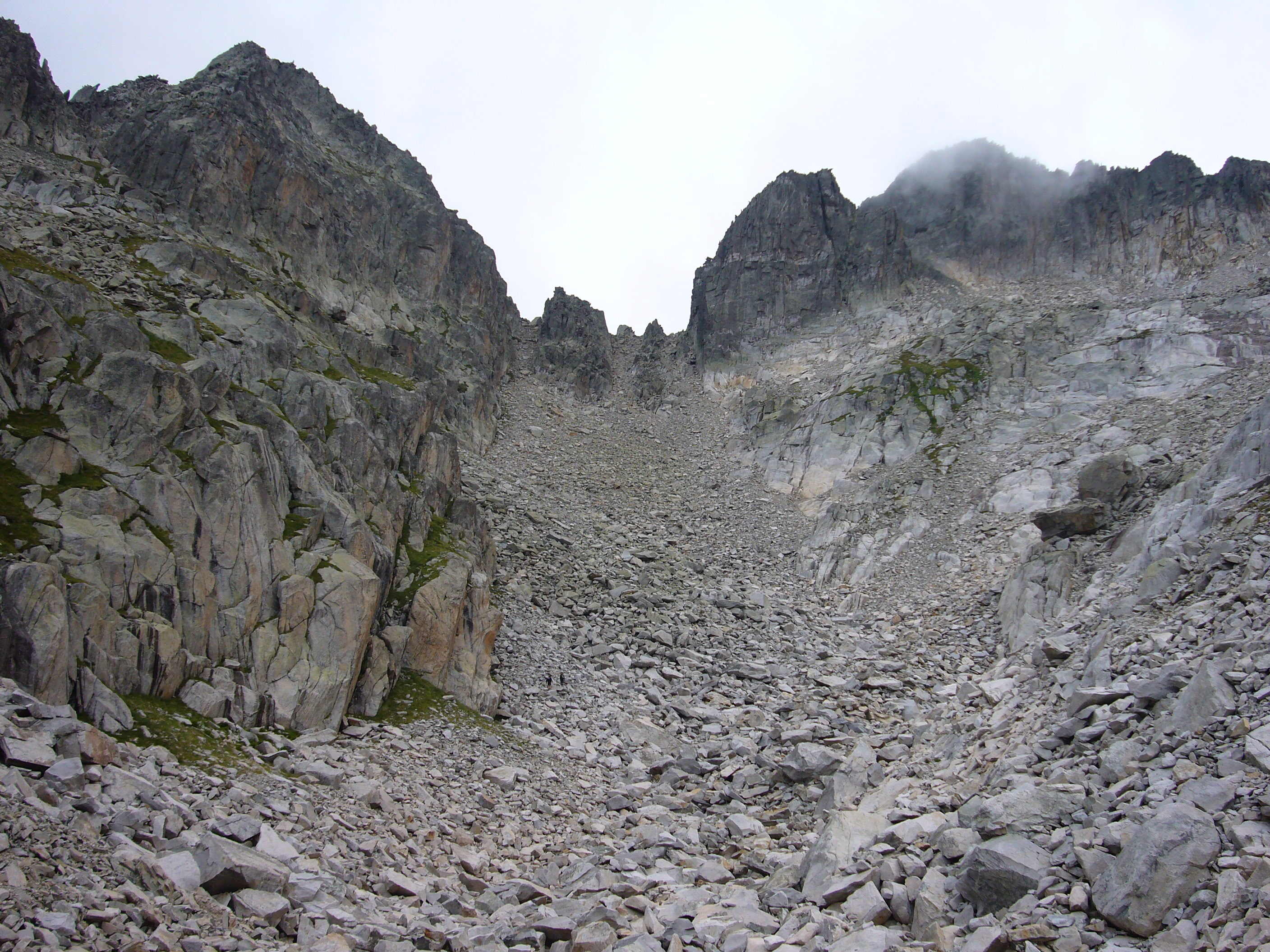
El Collet de Contraix, a 2749 m, el punto más alto de la travesía Carros de Foc, entre los refugios de Ventosa y Estany Llong.

Carros de Foc (en castellano Carros de Fuego) es una ruta de montaña de 55 km y 9.200 m de desnivel acumulado que consiste en visitar los nueve refugios que hay dentro del Parque nacional de Aiguas Tortas y Lago de San Mauricio, entre las comarcas del Pallars Sobirá, el Valle de Arán, la Alta Ribagorza y el Pallars Jussá.

## Historia
La ruta nace en el verano de 1987, cuando varios guardas de los refugios que hay en torno al parque deciden hacer una visita espontánea a los demás refugios. A esta visita siguieron otras, y nació el nombre de Carros de Foc. 
Aunque no se conoce la razón de este nombre, podría estar inspirado en la película inglesa Chariots of fire, que en castellano se tituló Carros de fuego y en catalán Carros de foc, sobre la historia de dos corredores que participan en las olimpiadas de 1924. La frase procede de la expresión “bring me my chariot of fire”, de un poema de William Blake que se canta al final de la película en el himno “Jerusalem”. La frase original se encuentra en la Biblia, en Reyes 2:11 y 6:17: “Y aconteció que mientras ellos iban andando y hablando, he aquí, apareció un carro de fuego y caballos de fuego… Y Elías subió al cielo en un torbellino.”
En el año 2000, la travesía se hizo oficial. En 2003, el New York Times hizo un reportaje sobre ella que la convirtió en internacional. Poco a poco se convirtió en una carrera, y el 31 de julio de 2011, Arnau Juliá fue el primer y único corredor en dar dos vueltas a Carros de Foc en menos de un día, en 23 horas, 59 minutos y 40 segundos.
En 2005, una empresa de Viella crea una ruta que rodea el parque nacional con el nombre de Pedals de Foc, que se realiza en bicicleta de montaña.

## La travesía
La travesía discurre en su totalidad por un terreno de alta montaña formado por bloques de granito, pedreras y caminos en fuerte pendiente que salvan un desnivel positivo de 5.700 m y una distancia de 65 km., debiendo añadirle el tramo de aproximación a pie del refugio escogido para comenzar.
Los refugios se encuentran entre los 1900 y los 2.400 m de altitud. La altura media de la travesía es de 2.400 m y el punto más elevado es el collet de Contraix, de 2.748 m, entre los valles de Colieto y de Contraix, entre los refugios de Estany Llong y Joan Ventosa i Calvell.
Los refugios, conectados por radio y con servicio de salvamento a cargo de los bomberos son:
- Refugio de la Restanca, (2.010 m), Valle de Arties
- Refugio Ventosa i Calvell, (2.220 m), Valle de Boí
- Refugio del Estany Llong, (2.000 m), Aiguastortas
- Refugio de Colomina, (2.395 m), Vall Fosca
- Refugio Josep Maria Blanc, (2.310 m), Valle de Espot
- Refugio Ernest Mallafré, (1.885 m), Sant Maurici
- Refugio de Amitges, (2.310 m), Sant Maurici-Ratera
- Refugio de Saboredo, (2.310 m), Tredòs-Salardú
- Refugio de Colomers, (2.100 m), Circo de Colomèrs
- Refugio de Pla de la Font (2.050 m.), Norte de Espot
- Refugio de Gerdar (1.500 m.), La Bonaigua

Hay cuatro modalidades en este recorrido:
- Carros de Foc Open: Se puede comenzar desde cualquier refugio y tardar el tiempo necesario, que normalmente es de 5 a 7 días. Se puede adquirir un forfait de paso que se irá sellando en cada refugio.
- Carros de Foc Plus: Se añaden dos nuevos refugios: Pla de la Font y Gerdar. Se amplía la ruta original a 89 km y un desnivel positivo de 6.200 m.
- Carros de Foc Confort: Con transporte de equipaje, transfers en taxi y estancias en hoteles.
- Carros de Foc Kids: Los niños pueden obtener un forfait que se sellará en cada refugio a lo largo de dos años. No necesitan hacer la travesía, sino simplemente acceder a cada refugio.

## Modalidad Sky Runner
Entre los años 2000 y 2014 se celebró una modalidad denominada Sky Runner que consistía en recorrer los nueve refugios en menos de 24 horas. El que lo hacía y lo demostraba sellando un forfet en todos los refugios conseguía el título de Sky Runner (corredor del cielo). La prueba se podía desarrollar entre julio y septiembre, pero a finales de agosto se organizaba una carrera. A la primera, en 2000, asistieron 34 corredores con el objetivo de tardar menos de 12 horas en recorrer los 55 km. En 2009 se presentaron 400 corredores y se batió el récord de la prueba a cargo de Jesús Mari Romon, en 9 h y 27 minutos. El año 2015 se anunció que dejaba de celebrarse por haber perdido el espíritu inicial, que era el de disfrutar de la montaña.